# Gangtie Zhanshi
Gangtie Zhanshi (xinès tradicional: 鋼鐵戰士, xinès simplificat: 钢铁战士, pinyin: Gāngtiě Zhànshì, literalment 'Lluitador intrèpid') és una pel·lícula bèl·lica xinesa del 1950. Dirigida per Cheng Yin i produïda per l'estudi de cinema de Changchun, narra una història ambientada en la Guerra Civil Xinesa on es representa la valentia de l'Exèrcit Popular d'Alliberament, en contrast amb la decadència de l'Exèrcit Nacional Revolucionari.
Va ser una de les pel·lícules xineses més importants de la dècada del 1950, i va ser exportada a fora del país, sent vista per més de 17 milions de persones.